# 赫歇爾-利哥萊彗星
赫歇爾-利哥萊彗星（35P/Herschel–Rigollet）是一顆軌道週期155年的週期彗星，它符合哈雷彗星的類型（20年<週期<200年）。德國天文學家卡羅琳·赫歇爾於1788年8月1日發現這顆彗星，也是首顆被女性發現的彗星。

## 歷史

### 1788年
卡羅琳·赫歇爾於1788年9月21日首次觀察到這顆彗星，她的哥哥威廉·赫歇爾形容它像個明亮的星雲，比行星狀星雲M57大得多。
格林威治天文台天文學家内维尔·马斯基林和巴黎天文台天文學家查尔斯·梅西耶在1788年十二月和1789年一月觀測到這顆彗星。内维尔·馬斯基林是最後一次觀測到這顆彗星的人，他在1789年2月5日最後一次觀測到它。
皮埃爾·梅尚瑪格麗塔·帕爾默分別於在1789年和1922年計算彗星的軌道。帕爾默認為最符合觀測資料的彗星軌道是橢圓形，公轉週期長達1066年。

### 1939年
天文學家羅傑·利哥萊在1939年7月28日重新發現這顆彗星，當時視星等為8.0等。都靈天文台天文學家阿方索·弗雷薩、葉凱士天文台天文學家喬治·范·比斯布魯克（George Van Biesbroeck）於第二天都觀測到它。8月之後，彗星亮度逐漸黯淡，1940年1月16日最後一次拍攝到該彗星的照片。
1939年重新發現該彗星後，延斯·P·默勒（Jens P. Möller）、凱瑟琳·P·卡斯特（Katherine P. Kaster）、托馬斯·巴特利特（Thomas Bartlett）計算彗星軌道。彗星於1939年8月9日通過近日點。哈佛大學天文台利蘭·坎寧安（Leland Cunningham）根據彗星早期軌道，認為彗星與1788年卡羅琳·赫歇爾發現的彗星可能是同一顆。
布萊恩·馬斯登在1974年最終計算出彗星軌道，他使用1788年、1939至1940年彗星的75個位置來計算，得知其公轉週期為155年。

## 最接近地球的日期
- 1788-11-04 – 0.80天文單位[5]
- 1939-07-30 – 0.82天文單位[5]

## 外部連結
- Orbital simulation （页面存档备份，存于） from JPL (Java) / Horizons Ephemeris （页面存档备份，存于）
- 35P/Herschel-Rigollet （页面存档备份，存于） – Seiichi Yoshida @ aerith.net

| 週期彗星            | 週期彗星          | 週期彗星            |
| ------------------- | ----------------- | ------------------- |
| 前一顆彗星 蓋爾彗星 | 赫歇爾-利哥萊彗星 | 後一顆彗星 惠普彗星 |
| 週期彗星列表        |                   |                     |